# Sówka (serial animowany)
Sówka (fr. La Chouette, 2006) – francuski serial animowany emitowany w Polsce w telewizji ZigZap oraz Jetix/Disney XD.

## Fabuła
Las wypełniony jest bezczelnymi dzięciołami, popisującymi się, sadystycznymi świetlikami i innymi kreaturami. Zmaganie się z nimi nie będzie łatwe dla małej, różowej sówki. Codziennie bowiem staje ona oko w oko z wyzwaniem, jak pozostać w jednym kawałku. Czy szuka kłopotów, czy też one ją znajdują? Faktem jest, że sówka ma pecha. Pozornie nieszkodliwe sytuacje czy prawa fizyki zwykle obracają się przeciwko niej. Tak czy inaczej – zawsze kończy albo w kawałkach, albo spłaszczona jak naleśnik, albo spalona na węgiel.

## Odcinki
- Sówka i Cwana Wiewiórka
- Sówka i Jabłkowa Klęska Urodzaju
- Sówka i Nieugięta Papuga
- Sówka – Windą na Szafot
- Sówka i Żyrafa
- Sówka i Burza
- Sówka, Kruk i Śmierdząca Sprawa
- Sówka i gnom z jasnego nieba
- Sówka i gołębie
- Sówka i Żaba Bruce Lee
- Sówka i pszczółka
- Sówka i świetliki
- Sówka i latawiec
- Sówka i gil
- Sówka i sroczka
- Sówka i małpia orkiestra
- Sówka i żuk gnojarz
- Sówka hiperówka
- Sówka na celowniku
- Sówka batmanem
- Sówka bregdensówka
- Sówka i dziecięce igraszki
- Sówka i pracowity dzięcioł
- Sówka i robaczki świętojańskie
- Sówka i sztuczne ognie
- Sówka i permanentna inwigilacja
- Sówka na trampolinie
- Sówka w kosmosie
- Sówka i cudowny świat przyrody